# Кауансвил (Квебек)
Кауансвил (фр. Cowansville) је град у Канади у покрајини Квебек. Према резултатима пописа 2011. у граду је живело 12.489 становника.

## Становништво
Према резултатима пописа становништва из 2011. у граду је живело 12.489 становника, што је за 2,5% више у односу на попис из 2006. када је регистровано 12.182 житеља.
| 2006.  | 2011.  |
| ------ | ------ |
| 12.182 | 12.489 |